# Zbigniew Firlej
Zbigniew Firlej herbu Lewart (ur. 1613, zm. 1649) – starosta lubelski w latach 1633-1649, pułkownik wojska powiatowego województwa lubelskiego w 1648 roku, rotmistrz wojska powiatowego województwa lubelskiego w 1648  roku.

## Życiorys
Syn Mikołaja Firleja (1588–1636), wojewody sandomierskiego, kasztelana bieckiego, starosty lubelskiego i jego pierwszej żony Reginy Oleśnickiej, córki Mikołaja, wojewody lubelskiego, kasztelana radomskiego. Po raz pierwszy był żonaty z Anną ks. Wiśniowiecką, córką ks. Michała, starosty owruckiego i jego żony Rainy Mohylanki, wnuczka ks. Michała, kasztelana bracławskiego, która wniosła w dom Firlejów pewne dobra (m.in. klucze rudzieniecki, horodyski, roszowski, milanowski w województwach lubelskim i podlaskim). Jego drugą żoną została Katarzyna Opalińska, córka Łukasza Opalińskiego, marszałka wielkiego koronnego, z którą miał syna Mikołaja Andrzeja, rotmistrza królewskiego.
Poseł na sejm 1638 roku, sejm 1641 roku, sejm 1642 roku, sejm 1645, sejm 1646 roku, sejm 1647 roku.
Jako poseł na sejm konwokacyjny 1648 roku z województwa lubelskiego był członkiem konfederacji generalnej zawiązanej 31 lipca 1648 roku.
Wyznaczony komisarzem do rady wojennej w 1648 roku.